# Campiglossa lubrica
Campiglossa lubrica
 es una especie de insecto díptero que Dirlbek y Dirlbek describieron científicamente por primera vez en el año 1971.
Esta especie pertenece al género Campiglossa de la familia Tephritidae.